# Raimel Tapia
Raimel Antonio Tapia Linarez (né le 4 février 1994 à San Pedro de Macorís, République Dominicaine, est un joueur de champ extérieur des Blue Jays de Toronto de la Ligue majeure de baseball.

## Carrière
Raimel Tapia signe son premier contrat professionnel en novembre 2010 avec les Rockies du Colorado. Il fait ses débuts dans le baseball majeur le 2 septembre 2016 avec les Rockies, et il maintient une moyenne au bâton de ,263 avec trois buts volés en 22 matchs dans le dernier droit de la saison.
Tapia, un frappeur gaucher, est notable pour son positionnement peu usité lorsqu'il est au bâton : lorsque le compte est de deux prises contre lui, il prend une position très accroupie, son menton à la hauteur du masque du receveur.